# Taekwondo-Europameisterschaften 2024
Die Taekwondo-Europameisterschaften 2024 fanden vom 9. bis 12. Mai 2024 in der serbischen Stadt Belgrad statt. Veranstaltet wurden die Titelkämpfe von der European Taekwondo Union (ETU). Insgesamt fanden 16 Wettbewerbe statt, jeweils acht bei Frauen und Männern in unterschiedlichen Gewichtsklassen.

## Medaillengewinner

### Frauen
| Gewichtsklasse | Gold           | Silber                | Bronze             |
| -------------- | -------------- | --------------------- | ------------------ |
| − 46 kg        | Lena Stojković | Džejla Makaš          | Wiktorija Nahurna  |
| − 46 kg        | Lena Stojković | Džejla Makaš          | Phoenix Goodman    |
| − 49 kg        | Adriana Cerezo | Merve Dincel          | Bruna Duvančić     |
| − 49 kg        | Adriana Cerezo | Merve Dincel          | Supharada Kisskalt |
| − 53 kg        | Tatjana Minina | Zeynep Taşkın         | Andrea Bokan       |
| − 53 kg        | Tatjana Minina | Zeynep Taşkın         | Ada Avdagić        |
| − 57 kg        | Nika Karabatić | Jade Jones            | Luana Márton       |
| − 57 kg        | Nika Karabatić | Jade Jones            | Fani Tzeli         |
| − 62 kg        | Kimia Alisadeh | Aaliyah Powell        | Ivana Arelić       |
| − 62 kg        | Kimia Alisadeh | Aaliyah Powell        | Petra Štolbová     |
| − 67 kg        | Sarah Chaâri   | Magda Wiet-Hénin      | Aleksandra Perišić |
| − 67 kg        | Sarah Chaâri   | Magda Wiet-Hénin      | Jolanta Tarvida    |
| − 73 kg        | Althéa Laurin  | Sude Yaren Uzunçavdar | Yanna Schneider    |
| − 73 kg        | Althéa Laurin  | Sude Yaren Uzunçavdar | Matea Jelić        |
| + 73 kg        | Lorena Brandl  | Nafia Kuş             | Rebecca McGowan    |
| + 73 kg        | Lorena Brandl  | Nafia Kuş             | Kristina Adebaio   |

### Männer
| Gewichtsklasse | Gold                  | Silber                     | Bronze                  |
| -------------- | --------------------- | -------------------------- | ----------------------- |
| − 54 kg        | Furkan Ubeyde Çamoğlu | Konstantinos Dimitropoulos | Josip Teskera           |
| − 54 kg        | Furkan Ubeyde Çamoğlu | Konstantinos Dimitropoulos | Maksym Manenkow         |
| − 58 kg        | Vito Dell’Aquila      | Lew Kornejew               | Adrián Vicente          |
| − 58 kg        | Vito Dell’Aquila      | Lew Kornejew               | Gashim Magomedov        |
| − 63 kg        | Omar Salim            | Hakan Reçber               | Tobias Hyttel           |
| − 63 kg        | Omar Salim            | Hakan Reçber               | Wolodymyr Bystrow       |
| − 68 kg        | Bradly Sinden         | Ilia Danilov               | Simur Mirzojew          |
| − 68 kg        | Bradly Sinden         | Ilia Danilov               | Levente Józsa           |
| − 74 kg        | Daniel Quesada        | Surab Kinzuraschwili       | Javad Aghayev           |
| − 74 kg        | Daniel Quesada        | Surab Kinzuraschwili       | Charalampos Flouskounis |
| − 80 kg        | Toni Kanaet           | Kostjantyn Kostenewytsch   | Nedžad Husić            |
| − 80 kg        | Toni Kanaet           | Kostjantyn Kostenewytsch   | Maxim Chramzow          |
| − 87 kg        | Enbiya Taha Biçer     | Richard Ordemann           | Vasileios Tholiotis     |
| − 87 kg        | Enbiya Taha Biçer     | Richard Ordemann           | Artem Harbar            |
| + 87 kg        | Caden Cunningham      | Iván García                | Krystian Haremza        |
| + 87 kg        | Caden Cunningham      | Iván García                | Emre Kutalmış Ateşli    |

## Medaillenspiegel
| Platz  | Land                           | Gold | Silber | Bronze | Gesamt |
| ------ | ------------------------------ | ---- | ------ | ------ | ------ |
| 1      | Kroatien                       | 3    | –      | 4      | 7      |
| 2      | Türkei                         | 2    | 5      | 1      | 8      |
| 3      | Großbritannien                 | 2    | 2      | 2      | 6      |
| 4      | Spanien                        | 2    | 1      | 1      | 4      |
| –      | Individuelle Neutrale Athleten | 1    | 1      | 2      | 4      |
| 5      | Frankreich                     | 1    | 1      | –      | 2      |
| 6      | Deutschland                    | 1    | –      | 2      | 3      |
| 6      | Ungarn                         | 1    | –      | 2      | 3      |
| 8      | Belgien                        | 1    | –      | –      | 1      |
| 8      | Bulgarien                      | 1    | –      | –      | 1      |
| 8      | Italien                        | 1    | –      | –      | 1      |
| 11     | Ukraine                        | –    | 1      | 5      | 6      |
| 12     | Griechenland                   | –    | 1      | 3      | 4      |
| 13     | Bosnien und Herzegowina        | –    | 1      | 2      | 3      |
| 13     | Serbien                        | –    | 1      | 2      | 3      |
| 15     | Georgien                       | –    | 1      | –      | 1      |
| 15     | Norwegen                       | –    | 1      | –      | 1      |
| 17     | Aserbaidschan                  | –    | –      | 2      | 2      |
| 18     | Dänemark                       | –    | –      | 1      | 1      |
| 18     | Lettland                       | –    | –      | 1      | 1      |
| 18     | Polen                          | –    | –      | 1      | 1      |
| 18     | Tschechien                     | –    | –      | 1      | 1      |
| Gesamt | Gesamt                         | 16   | 16     | 32     | 64     |